# Adoration

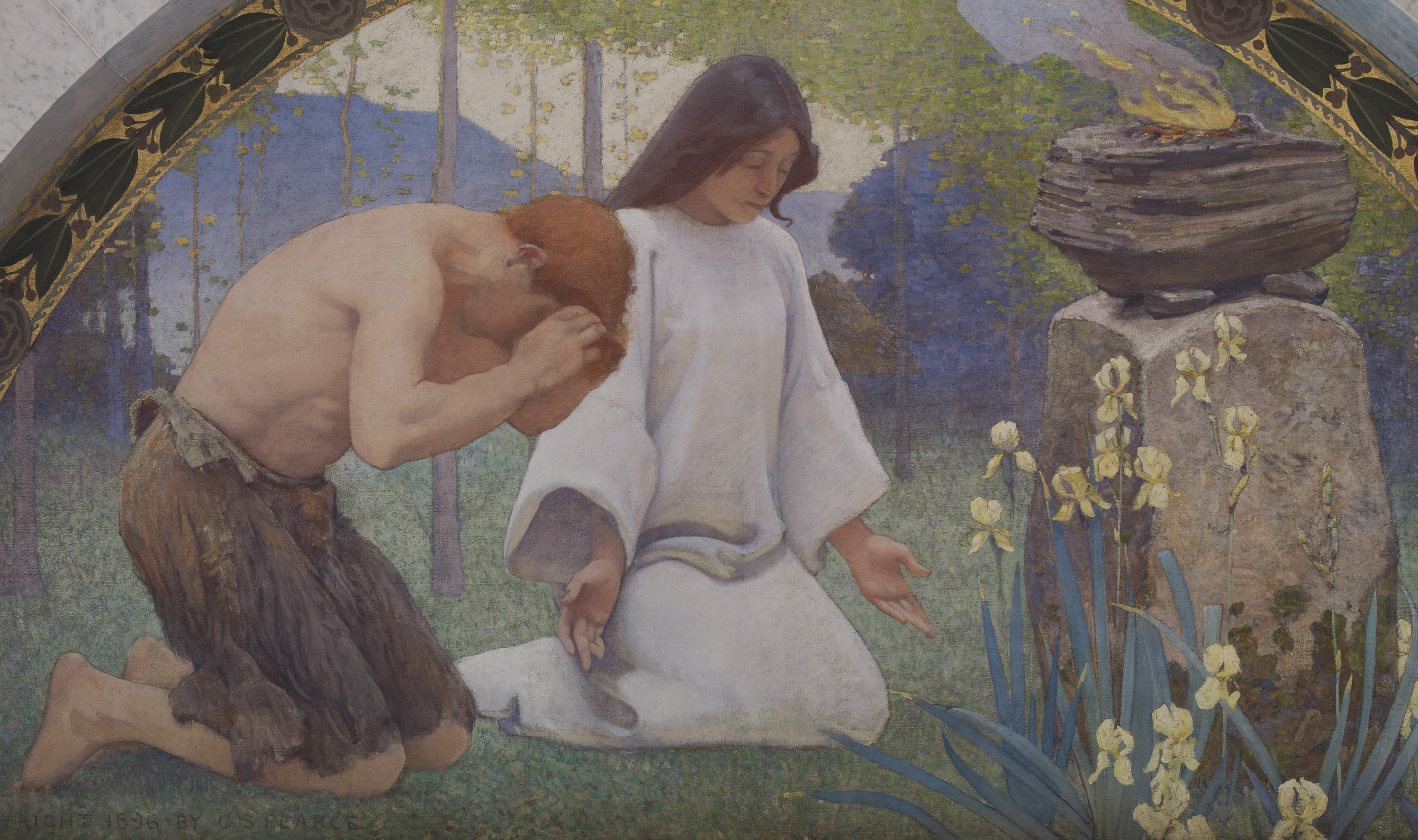
Religion de Charles Sprague Pearce (1896).

Pour les articles homonymes, voir Adoration (homonymie).
En religion, l'adoration est le culte rendu à un dieu ou à Dieu.

## Christianisme

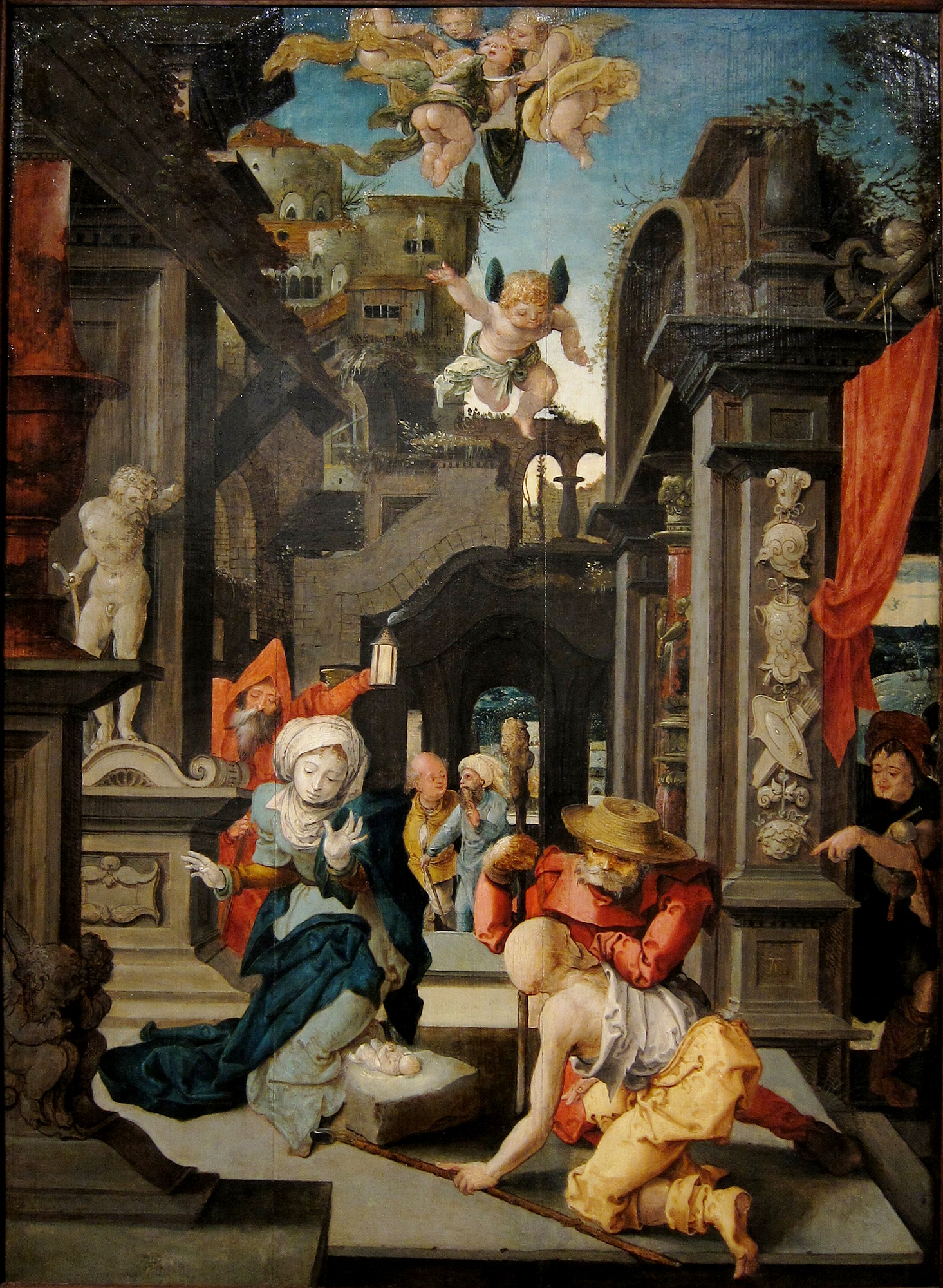
L'adoration des bergers (1510 - 1530), anonyme.

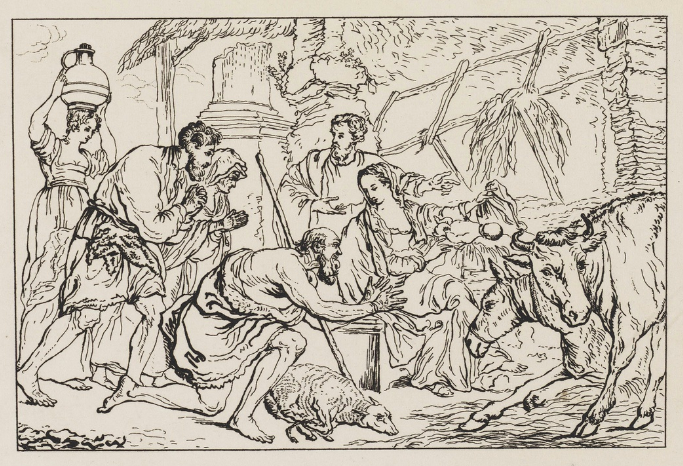
L'adoration des bergers, Ernst Bagelaar (1775-1837).

Le premier commandement (« Tu aimeras le Seigneur ton Dieu, de tout ton cœur, de toute ton âme et de toutes tes forces. ») appelle l'homme à croire en Dieu, à espérer en Lui et à l'aimer par-dessus tout. Adorer Dieu, le prier, lui offrir le culte qui lui revient, accomplir les promesses et les vœux qu'on lui a faits, sont des actes de la vertu de religion qui relèvent de l'obéissance, au devoir de l'homme (individuellement et socialement) de rendre à Dieu un culte authentique. En tant qu'il rejette ou refuse l'existence de Dieu, l'athéisme est un péché. L'homme « doit pouvoir professer librement la religion en privé et en public (DH 15) ».
La superstition est une déviation du culte rendu à Dieu ; elle éclate dans l'idolâtrie, ainsi que dans les différentes formes de divination et de magie. 
L'action de « tenter Dieu », c'est-à-dire de lui demander des miracles sans nécessité, ou encore le sacrilège et la simonie sont des péchés d'irréligion interdits par le premier commandement.

### Catholicisme
Dans le catholicisme, l'adoration eucharistique forme l'essentiel de l'acte d'adoration. L'adoration est réservée à Dieu (Père, Fils, Saint-Esprit).
Il est important de distinguer l'adoration de la dulie (vénération des saints), l'hyperdulie (vénération de Marie) et l'iconodulie (vénération des images), qui sont des manifestations de dévotion religieuse liées indirectement à Dieu.
Les images, comme les reliques, peuvent être vénérées mais ne sont pas l'objet d'un culte. Le concile de Trente a mis en garde contre ce type de dérive.

## Islam
Dans l'islam, l'adoration est de plusieurs types. Le monothéisme musulman, le tawhid, se définit d'abord par la négation de toute divinité méritant ou ayant le droit à l'adoration, si ce n'est Dieu Lui-même, Allah. En effet, la chahada signifie littéralement "il n'y a rien qui mérite l'adoration (en vérité) sauf Allah". D'après Al-Tirmidhî et Abou Dawoud, l'invocation est le cœur de l'adoration. Parmi les annulatifs de l'islam, il y a en premier lieu le taghout, celui-ci étant de plusieurs types : Satan, celui ou celle appelant les gens à l'adorer ou encore celui que les gens adorent et qui ne blâme pas les gens pour cela. Il y en a bien d'autres mais le monothéisme islamique prend une tout autre tournure lorsque celui-ci interdit celui ou celle qui juge avec des lois non coraniques, quelles qu'elles soient.

« N'as-tu pas vu ceux qui prétendent croire à ce qu'on a fait descendre vers toi (Prophète) et à ce qu'on a fait descendre avant toi ? Ils veulent prendre pour juge le Tâghoût, alors que c'est en lui qu'on leur a commandé de ne pas croire. Mais le Diable veut les égarer très loin, dans l'égarement »

— Coran, Sourate 4 : Les femmes (An-Nissa) verset 60.

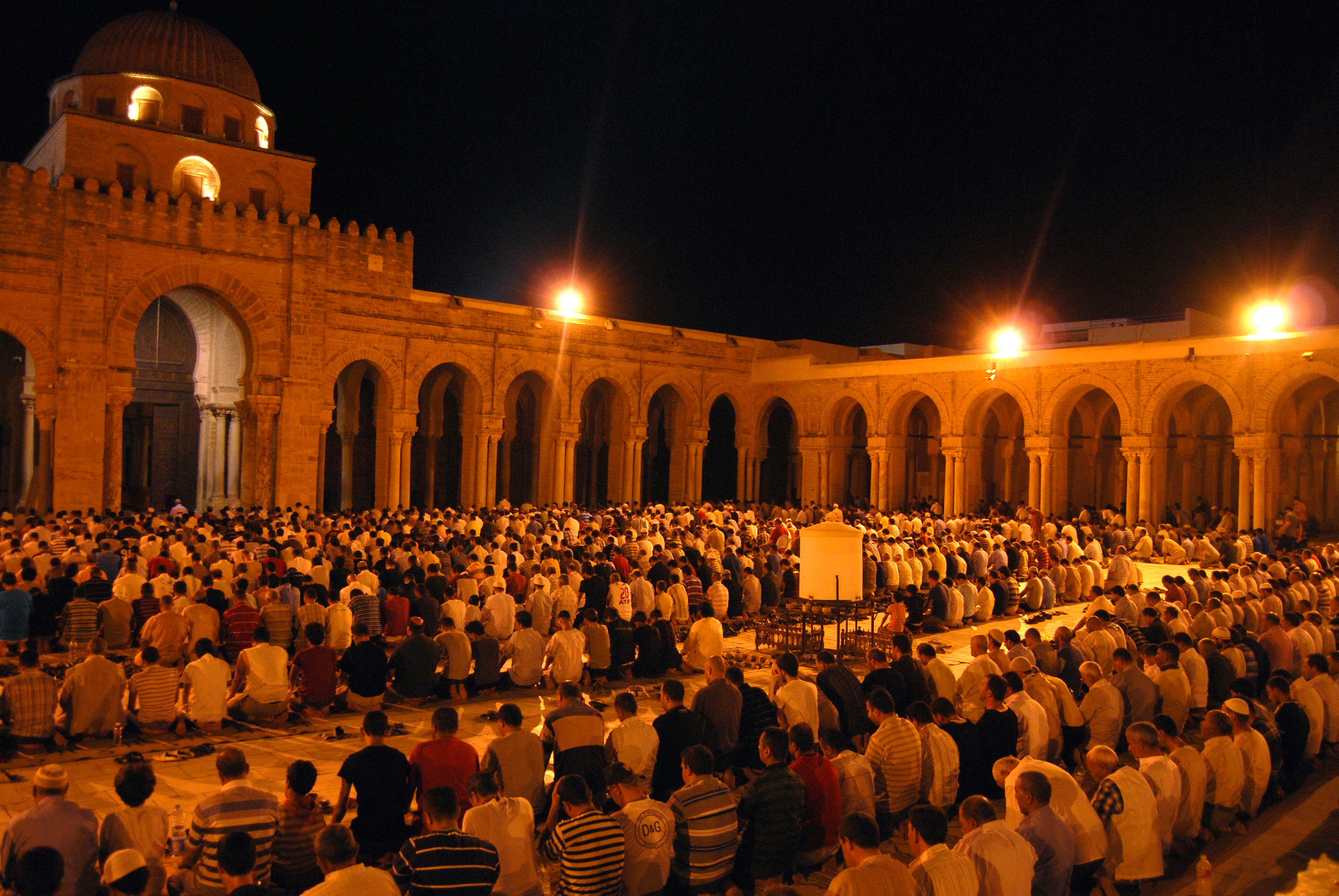
Fidèles musulmans accomplissant la prière dans la cour de la grande mosquée de Kairouan.

Les djinns ont une importance particulière dans l'Islam. Ils sont cités de nombreuses fois dans le Coran et il y a parmi eux des bons et des mauvais. Parmi les annulatifs de l'Islam il y a celui qui tente d'établir une relation avec un ou plusieurs d'entre eux pour un quelconque motif. De même que la sorcellerie (Sihr), la divination, l'astrologie, invoquer un djinn ou implorer son secours constitue des actes de polythéisme majeurs relevant de l’associationnisme et donc une mécréance qui fait sortir le musulman de l'islam et le rend apostat. Il y a cependant une multitude de divergences au sein de la communauté musulmane quant à l'application de la peine.

« Certains disent : Ils (les juifs ainsi que les chrétiens nazaréens) n’adoraient pas leurs rabbins et leurs moines en s'inclinant ou en se prosternant devant eux. Cependant en réponse à cela, nous disons : Le sens ici est que les juifs et les nazaréens obéissaient à leurs rabbins et leurs moines dans la désobéissance à Allah, et ils ont rendu halal ce que leurs rabbins et leurs moines ont rendu halal et ils ont rendu haram ce que leurs rabbins et leurs moines ont rendu haram, par conséquent ils les ont pris comme seigneurs. »

— Tafsir Al-Baghawi, vol. III, p. 285.
Les images et les statues sont ordinairement interdites surtout lorsque celles-ci représentent des personnes vivantes ou des animaux car même de manière involontaire, elles peuvent entraîner une personne vers le polythéisme[réf. nécessaire]. On peut toutefois trouver dans certains courants comme le chiisme, des représentations de prophètes, d'anges ou encore de compagnons de Mahomet.